# Альтенбург (Бамберг)
Альтенбург (нім. Altenburg) — замок, який знаходиться на найвищому пагорбі Бамберга, у Верхній Франконії (Баварія).

## Історичний огляд

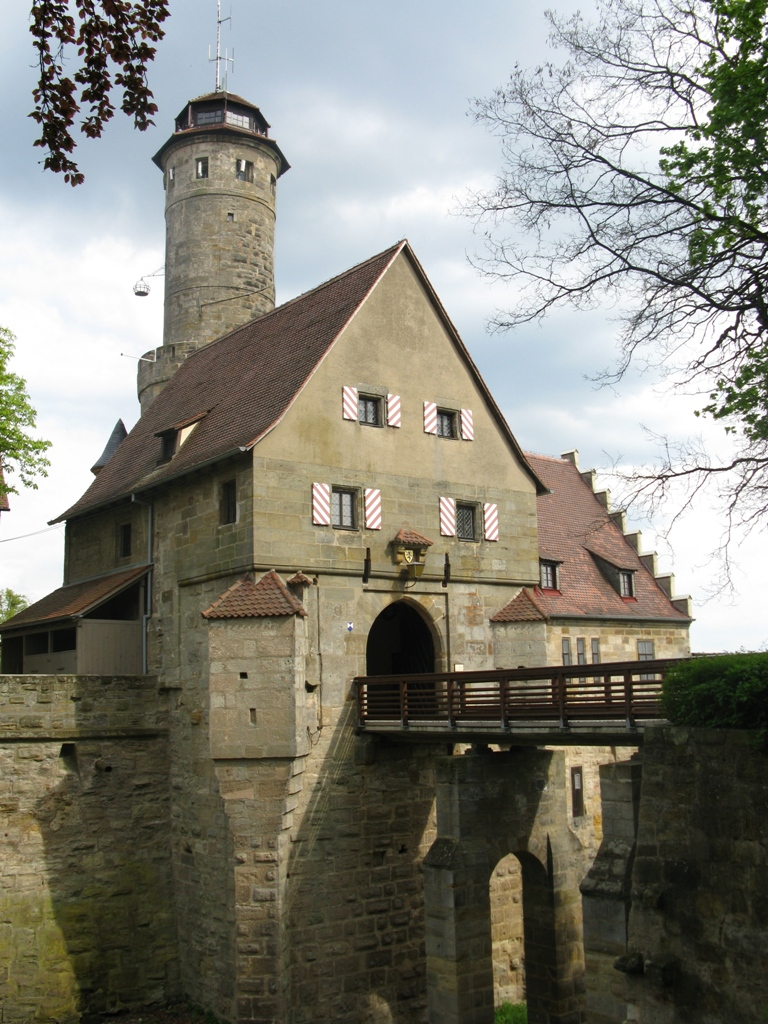
Вхід і міст через рів

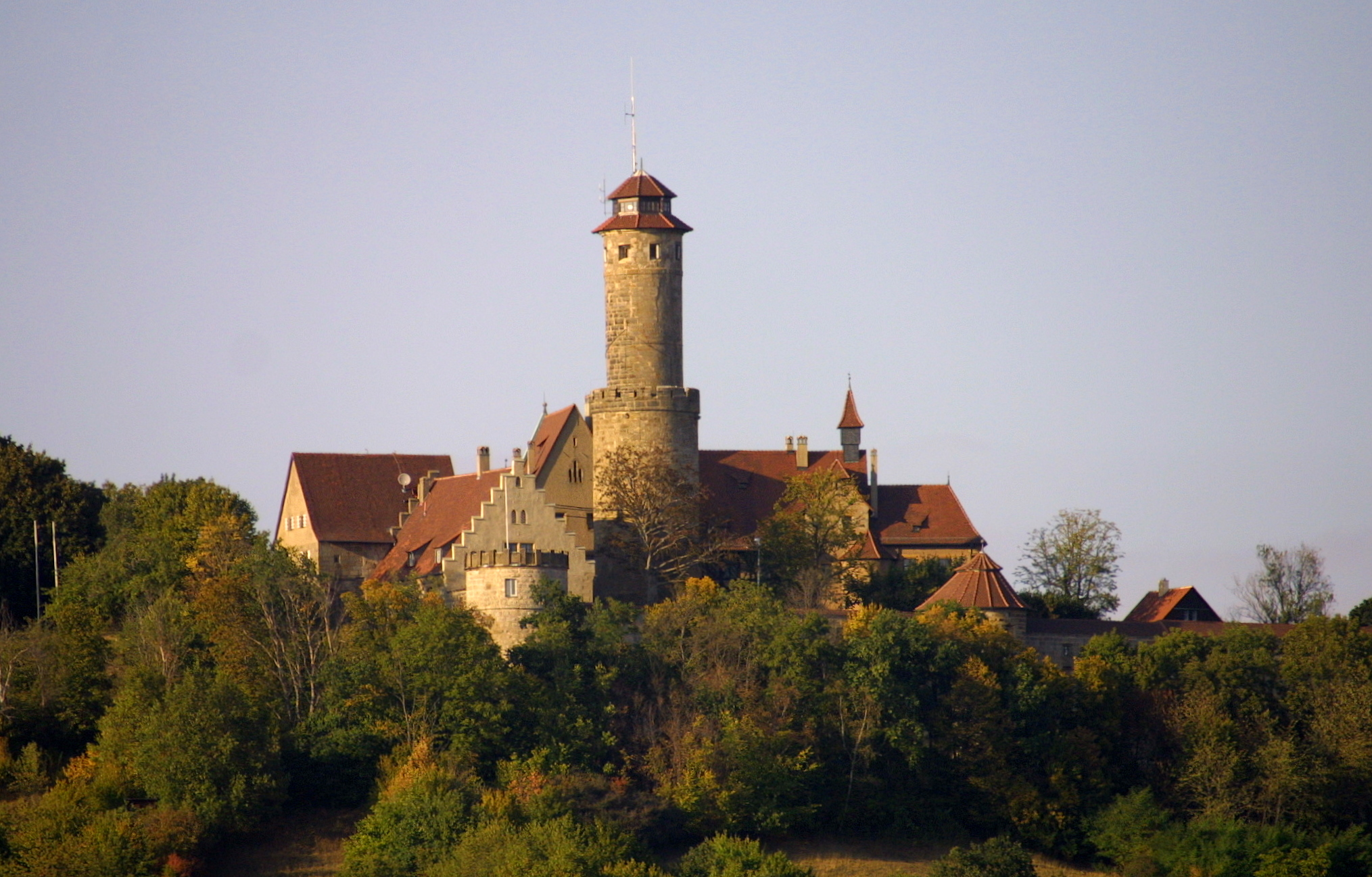
Альтенбург

Замок уперше згадується у 1109 році, хоча цілком імовірно, що він був збудований на місці більш раннього укріплення з палісадом.
Спочатку Альтенбург не був заселений. Використовувався переважно для оборони міста. Також у ньому місцеві мешканці знаходили прихисток під час небезпеки.
У 1124 році єпископ Отто Бамберзький освятив замкову каплицю.
У 1251 році князі-єпископи Бамберга придбали замок. У 1305–1553 роках замок був їх резиденцією.
У своєму нинішньому розмірі замок був зведений на початку XV століття.
У ході Селянської війни замок був взятий в облогу, але не зазнав серйозних ушкоджень.
У 1553 році у ході Другої маркграфської війни (1552–1554) військо маркграфа Бранденбурга-Кульмбаха Альберта Алківіада спалило Альтенбург. Згодом замок на деякий час використовувався як в'язниця.
У 1801 році лікар Бамберга Адальберт Фрідріх Маркус придбав занедбаний замок і повністю відновив його. Німецький письменник Е. Т. А. Гофманн (1776–1822), товариш Маркуса, настільки полюбив замок, що у 1808–1813 роках часто лишався протягом тривалого часу в одній з веж.
У 1818 році поштмейстер граф Антон фон Ґрафенштайн заснував Товариство із збереження Альтенбурга (нім. Altenburgverein e.V. Bamberg), першу організацію охорони пам'яток у Баварії.
Нині замок відкритий для відвідувачів.
У 1952–1982 роках у вольєрі на території замку жив бурий ведмідь Польді. Вольєр, як і раніше доступний, але тепер там виставлено лише опудало ведмедя.